# ال ریو
ال ریو (به اسپانیایی: El Royo) یک دهستان در اسپانیا است که در سریا واقع شده‌است.

## خصوصیات
ال ریو ۱۲۶ کیلومترمربع مساحت و ۳۱۶ نفر جمعیت دارد.